# Жупанија Брашов
Брашов (рум. Judeţul Braşov, мађ. Brassó megye) је жупанија у Румунији, у њеном северозападном делу. Управно средиште жупаније је град Брашов, а значајни су и градови Фагараш, Сечеле, Кодља, Зарнешти. Ту су смештена и позната туристичка одредишта на Карпатима: Појана Брашов, Рашнов, Предеал, замак Бран.

## Положај
Жупанија Брашов је унутардржавна жупанија. Са других стана окружују је следећи жупаније:
- ка северу: Харгита
- ка истоку: Ковасна
- ка југоистоку: Бузау
- ка југу: Прахова и Дамбовица
- ка југозападу: Арђеш
- ка западу: Сибињ
- ка северозападу: Муреш

## Природни услови
Жупанија припада историјској покрајини Трансилванија. Брашов је ободом планински, посебно на истоку (Карпати), док се у средишњем делу пружа плодна долина горњег тока реке Олт.

## Становништво
| 1948.   | 1956.   | 1966.   | 1977.   | 1992.   | 2002.   | 2011.   | 2021.   |
| ------- | ------- | ------- | ------- | ------- | ------- | ------- | ------- |
| 300.836 | 373.941 | 442.692 | 582.863 | 643.261 | 589.028 | 549.217 | 546.615 |

Према попису из 2021. године, жупанија Брашов је имала 546.615 становника што је за 2.602 мање (-0,47%) у односу на 2011. када је на попису било 549.217 становника. Према броју становника налази се на 11. месту од 41 румунске жупаније (на 12. месту рачунајући и Букурешт).
Брашов спада у жупаније Румуније са већински румунским становништвом где чине 76,23% становништва, а од етничких мањина највише има Рома (5,16%) и Мађара (4,29%).
| Етнички састав према попису из 2021.‍ | Етнички састав према попису из 2021.‍ | Етнички састав према попису из 2021.‍ | Етнички састав према попису из 2021.‍ | Етнички састав према попису из 2021.‍ |
| ------------------------------------ | ------------------------------------ | ------------------------------------ | ------------------------------------ | ------------------------------------ |
|                                      |                                      |                                      |                                      |                                      |
| Румуни                               | Румуни                               |                                      | 416.664                              | 76,23%                               |
| Роми                                 | Роми                                 |                                      | 28.221                               | 5,16%                                |
| Мађари                               | Мађари                               |                                      | 23.472                               | 4,29%                                |
| Немци                                | Немци                                |                                      | 1.853                                | 0,34%                                |
| Италијани                            | Италијани                            |                                      | 194                                  | 0,04%                                |
| Украјинци                            | Украјинци                            |                                      | 106                                  | 0,02%                                |
| Липовани                             | Липовани                             |                                      | 105                                  | 0,02%                                |
| Остали                               | Остали                               |                                      | 1.116                                | 0,20%                                |
| Непознато                            | Непознато                            |                                      | 74.884                               | 13,70%                               |